# Conchobhar an Abaidh mac Maolsheachlainn
Conchobar an Abaidh mac Maolsheachlainn Ó Cellaigh (mort en 1403) est le 15e roi d'Uí Maine issu de la lignée des Ó Ceallaigh (anglicisé en  O' Kellys)  il règne de  1402 à 1403.

## Contexte
Conchobhar est le 3e fils et successeur de Maolsheachlainn mac Uilliam Buidhe et son surnom an Abaidh lui a été attribué car il était également abbé du monastère Uí Maine. Après une longue période de stabilité entre environ 1349 et 1402 sous le gouvernement des rois Uilliam Buidhe mac Donnchadha  et de son fils Maolseachlainn mac Uilliam Buidhe, le règne de Conchobhar est le premier d'une succession de plusieurs règnes courts, bien que l'on ne sache pas avec certitude si des querelles successorales en sont la cause. Les Annales des quatre maîtres relève simplement sa mort en indiquantː Conchobhar Anabaidh, le fils de  Maolseachlainn Ó Cellaigh, seigneur d'Uy Many, le Serpent de sa tribu, et de tout le peuple irlandais, meurt après avoir reçu l’extrême Onction et fait pénitence et il est inhumé dans le  monastère de Saint Jean-Baptiste de Tyr-Many.

## Sources
- (en) T.W Moody, F.X. Martin et F.J. Byrne, A New History of Ireland IX Maps, Genealogies, Lists. A companion to Irish History part II, Oxford, Oxford University Press, 2011, 690 p. (ISBN 978-0-19-959306-4).